# Papignies
Pour les articles homonymes, voir Papegem.
Papignies (en néerlandais Papegem) est une section de la ville belge de Lessines, située en Région wallonne dans la province de Hainaut.
C'était une commune à part entière avant d'être fusionnée en 1964 avec celle de Wannebecq pour former la commune de Papignies-Wannebecq dissoute en 1977.

## Géographie
Papignies est un petit village rural fusionné avec Lessines depuis 1977.
La commune est située presque en totalité sur la rive gauche de la Dendre. Situé à 3 km de Lessines et à 8 km au nord d'Ath, elle est bornée au nord par Wannebecq, au nord-est par Lessines, à l'est par le village d'Ollignies, au sud-est par Isières et au sud-ouest par Rebaix.

## Évolution démographique
- Sources : INS, Rem. : 1831 jusqu'en 1970 = recensements, 1976 = nombre d'habitants au 31 décembre.
- 1965:  Annexion de Wannebecq en 1965

## Histoire
Il existe une "Histoire de Papignies" assez complète, écrite par Gilbert Callens, ancien habitant de Papignies, en 1981. Ce document est disponible en consultation à la salle de documentation de la bibliothèque principale de la ville de Mons (rue Reghem, 1 - 7012 Jemappes (Mons)- Tél. 0032(065)56.22.20). Il est fait mention, dans les recherches de cet auteur, d'une "Seigneurie de Montcornet" (p. 297 du livre) qu'à l'époque il n'avait su situer. Origine lointaine éventuelle  du nom de cette Seigneurie : à Montcornet (village français du Laonnais et de la Thiérache, région dont Alix de Rosoit était originaire) Jean Ier de  Pamele dit d'Audenaerde, son fils, avait hérité de biens lors du décès de celle-ci qui- pour rappel- fut fondatrice de l'Hôtel-Dieu de Lessines ; or,"Jean de Pamele a vendu ses biens français en réemployant leur contrevaleur ou échangé ceux-ci" (A. Lavrille, Varia, - 1243-1797 - sur l'Hôpital Notre-Dame à la Rose de Lessines, p. 12). Depuis le début du XIXe siècle, la "petite histoire" du village raconte que les habitants de Papignies (anciennement Pettignies) sont des avocats, dans le sens péjoratif du terme, c'est-à-dire qu’ils savent toujours tout mieux que les autres. Ils sont reconnus comme des mêle-tout, des beaux parleurs. Au cours de l'année 1932, une chanson en patois a été créée par le curé Dopchie originaire de Papignies. Cette chanson Les Avocats d'Papgnies reprend des propos assez acerbes vis-à-vis des habitants des villages et villes voisines.[réf. nécessaire]

## Patrimoine et culture

### Folklore
Cortège le 1er dimanche de juillet, de 15h00 à 19h00 ; essentiellement des musiques de fanfare.

#### L'Avocat
Le géant L’Avocat a été mis en œuvre par des jeunes de Papignies, avec le soutien des villageois. Le géant a été créé par le sculpteur lessinois Xavier Parmentier et baptisé le 29 juin 2000.
Son parrain et sa marraine étaient les deux personnes les plus âgées du village, malheureusement disparues depuis lors.
L’Avocat mesure 3,80 m et pèse 85 kg. Son buste a été réalisée en meranti et son panier (rénové) en osier. Il s'agit d'un géant porté.

#### La Ducasse
Au début des années 1990, les jeunes de Papignies ont réinstauré une ducasse dans leur village. Les premières années, ceux-ci ont dû donner de leur poche pour que la ducasse renaisse, mais le succès des 3 h de cuistax qu’ils lancent en 1993 n’était qu’un début. Et, en 1996, ces jeunes sont les seuls à croire en l'avènement d’un marché nocturne. Et l'avenir de leur rendre raison.